# Aa colombiana
Aa colombiana Schltr. 1920, es una orquídea de hábito terrestre originaria de Colombia.

## Hábitat y distribución
Se encuentra viviendo junto con gramíneas y arbustos en bosques de montaña de Colombia y Ecuador, a altitudes entre 2900 y 4300 m s. n. m.

## Descripción
Es una planta de hábito terrestre que crece en climas fríos. Tiene un tallo con hojas lanceoladas,  basales y  agudas. Florece en invierno y produce una inflorescencia erecta de 20 cm de largo que está densamente poblada de flores y completamente envuelta por vainas tubulares, contiene flores esbeltas y sus brácteas florales son de color granate.

## Taxonomía
Aa colombiana fue descrita por Rudolf Schlechter y publicado en Repertorium Specierum Novarum Regni Vegetabilis, Beihefte 7: 48. 1920.
Etimología
Aa: nombre genérico que aparentemente, le fue puesto para aparecer siempre en primer lugar en los listados alfabéticos. Otra (controvertida) explicación es que Heinrich Gustav Reichenbach nombró este género por Pieter van der Aa, el impresor de Paradisus Batavus del botánico holandés Paul Hermann.
colombiana: epíteto geográfico que alude a su localización en Colombia.
Sinonimia
Los siguientes nombres se consideran sinónimos de Aa colombiana:
- Altensteinia colombiana (Schltr.) Garay 1953[1][3][4]